# Euproctis emprepes
Euproctis emprepes är en fjärilsart som beskrevs av Turner 1931. Euproctis emprepes ingår i släktet Euproctis och familjen tofsspinnare. Inga underarter finns listade i Catalogue of Life.